# Sant'Andrea, Mantua
Sant'Andrea är en konkatedral och mindre basilika i Mantua, helgad åt den helige aposteln Andreas. Kyrkan är belägen vid Piazza Andrea Mantegna och tillhör stiftet Mantua. Byggnaden uppfördes i renässansstil efter ritningar av Leon Battista Alberti; beställare var hertigen av Mantua, Ludovico III Gonzaga. Den imposanta kupolen tillkom dock inte förrän under 1700-talet. Interiören hyser verk av bland andra Andrea Mantegna, Correggio och Lorenzo Costa.
Sant'Andrea anses vara Albertis mästerverk.

## Det heliga blodet
I basilikans krypta vördas vad som tros vara en del av Jesu Kristi blod (Preziosissimo Sangue di Nostro Signore Gesù Cristo), vilket förvaras i två relikvariekärl. Enligt traditionen ska den romerske soldaten Longinus ha fört med sig blodbestänkt jord från Golgata till Mantua. År 804 äkthetsförklarades blodet av påve Leo III och i samband med detta påbörjades uppförandet av den första kyrkan på den plats där nu katedralen är belägen. Blodreliken ska ha gått förlorad, men återupptäcktes omkring år 1049. Blodreliken visas för de troende på Långfredagen och bärs i procession genom Mantua. Delar av blodreliken finns även i Sainte-Chapelle i Paris, klosterkyrkan i Weingarten, San Giovanni in Laterano i Rom samt Santa Croce i Guastalla.

## Bilder
| - Kärlen med Jesu Kristi blod. |